# Peristylus subaphyllus
Peristylus subaphyllus är en orkidéart som först beskrevs av François Gagnepain, och fick sitt nu gällande namn av Gunnar Seidenfaden. Peristylus subaphyllus ingår i släktet Peristylus och familjen orkidéer.
Artens utbredningsområde är Kambodja. Inga underarter finns listade i Catalogue of Life.